# 国民体育大会冬季大会
国民スポーツ大会冬季大会（こくみんスポーツたいかいとうきたいかい）は、氷上と雪上で実施される競技のために日本で毎年開かれる総合競技大会である。冬季国スポ（とうきこくスポ）と呼ばれることもある。都道府県の持ち回りで開催され、都道府県対抗方式で各代表選手が競う。
国民スポーツ大会（国スポ）は戦前に開催されていた明治神宮競技大会の流れを汲み、昭和21年度（冬季大会は1947年1月）に第1回大会が開催された。日本のスポーツ振興を目的としてスポーツ基本法において定められており、日本スポーツ協会、文部科学省および開催地の都道府県が共同して開催する。
冬季国スポの正式競技としてはスケート（スピード、ショートトラック、フィギュアの種目からなる）、アイスホッケー、スキー（ジャイアントスラローム、スペシャルジャンプ、クロスカントリー、コンバインドの種目からなる）の3競技8種目が実施されている。氷上のスケート・アイスホッケー競技会と雪上のスキー競技会の2会期で1月下旬から2月に挙行される傾向にある。
2019年の第74回大会は3競技会とも北海道で総合開催された。2020年の第75回大会は、スケート・アイスホッケー競技会が青森県、スキー競技会が富山県での開催が予定されている。

## 歴史

### 明治神宮国民体育大会冬季大会

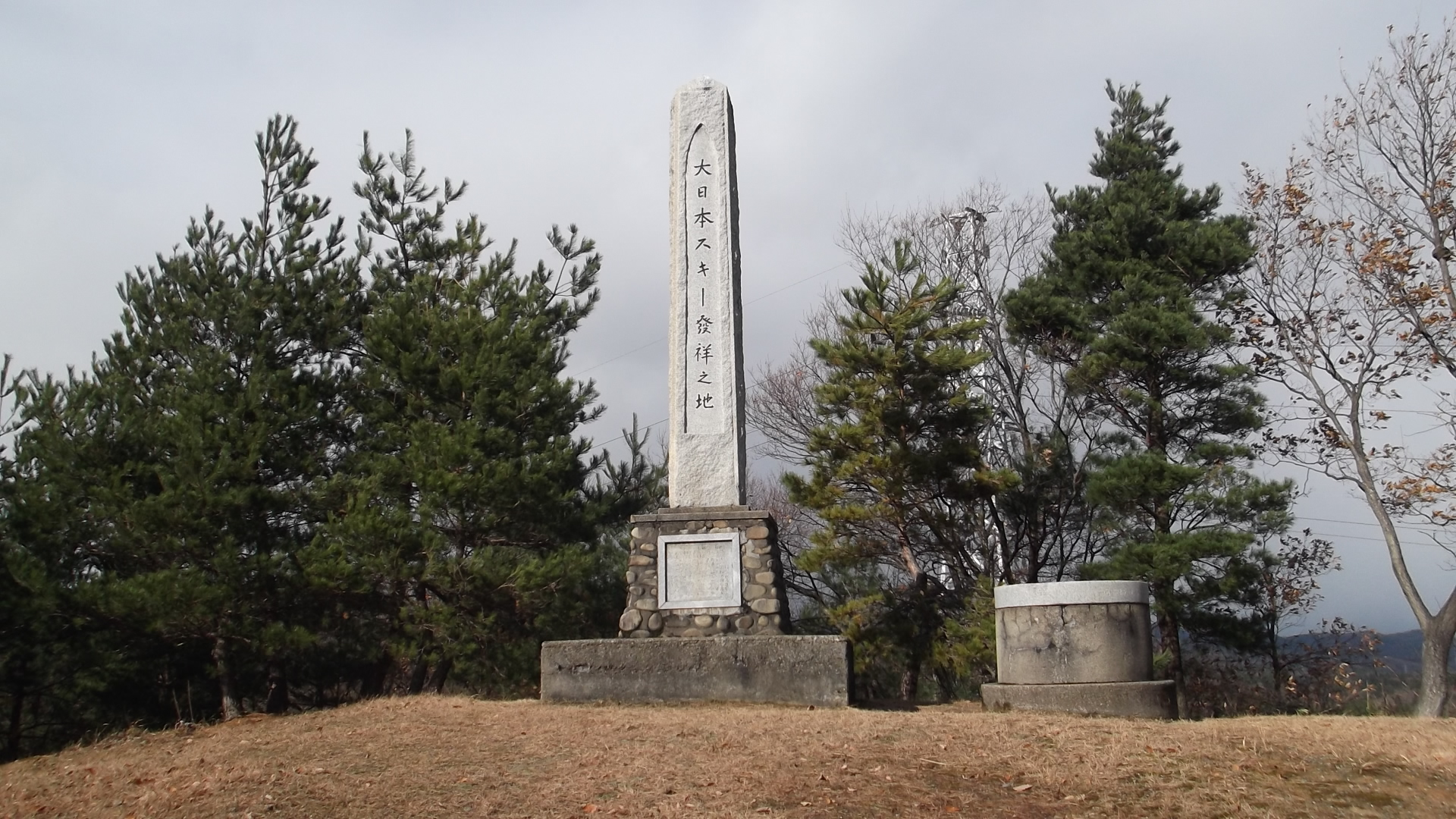
明治神宮体育大会で初めて冬季競技が行われた金谷山スキー場にある記念碑（上越市）

国民体育大会（国体）の前身である明治神宮体育大会では、日本スキー伝来の地でもある新潟県高田市（現在の上越市）を会場に昭和2年度（1928年2月）初めてスキー競技会が挙行された。スケート競技は昭和8年度（冬季のため1934年）から行われ、アイスホッケー競技もスケート競技の一種目として実施された。昭和14年度（冬季は1940年）からは季節制に基づき、スキーとスケートの両競技会に「冬季大会」の名称が用いられるようになった。
その後太平洋戦争下においても大会はしばらく続けられたが、昭和18年度の冬季大会（1944年2月）は新潟県長岡市の会場を中央大会とした全国一斉開催で、分列行進、スキー体操、雪上戦技訓練などが実施され、これが終戦前最後の大会となった。

### 第1回大会の開催
戦争下で国家総動員体制へ編入されたスポーツ・体育は、戦後、大々的な改革の対象となった。大日本体育会の理事長であった清瀬三郎は、一部エリート選手の育成に専ら力が注がれていたこれまでの日本のスポーツを反省し、これからのスポーツは大衆に根差したものでなければならないと主張するとともに、スポーツに科学性を付与してその健全な発達を促し、大衆が安心して親しめるものにしなければならないと強調した。政府の外郭団体となっていた大日本体育会は民間団体へと戻り、戦後の混乱の中で「働く人に慰安を与え、青少年の思想に新方向を示すべくスポーツを奨励して、荒んだ社会に一抹の清涼剤を投じる」べく直ちに活動を開始した。このようにスポーツの大衆化・民主化気運の中で大日本体育会が中心となり、終戦直後の昭和21年度（冬季大会は1947年に当る）に国体の第1回大会は開催されることとなった。
第1回国民体育大会冬季大会は青森県八戸市を会場にスケート競技会（スピード、フィギュア、アイスホッケー）が開催された。スキー競技会も北海道や長野県での開催が検討されていたが、輸送事情などの理由により中止となった。なお翌1948年（昭和23年）の冬季大会は、冬夏秋三季の大会の総合成績で第1位の都道府県に天皇杯を授与することが決まったため第3回国体に繰り入れられ、以後国体は年度制から暦年制に改められている。それにより第2回の冬季国体は欠回となっているが、これは開催に中止があったわけではなく、冬季国体は第1回大会から毎年開催されている。

### 「あり方に関する提言」と今後
国体は日本のスポーツ振興や地域開発に大きな役割を果たしてきた一方で、その長い歴史の過程でさまざまな問題も内包しながら続いてきた。2000年代に入ると今後のあり方として、大会の充実・活性化とともに大会運営の簡素・効率化が明示された。その後「冬季大会対応プロジェクト」が編成され、2007年には、難航する冬季国体の開催地選定に関する方向性と、開催地の経費負担軽減への対応を中心に「国民体育大会冬季大会のあり方に関する提言」がまとめられた。この提言への対応として、開催地に対する交付金の増額、スポーツ振興くじ（toto）による助成、企業協賛制度の推進などが行われ、また開閉会式は第65回大会（2010年）から秋季の本大会と一本化し、各競技会の開始式および表彰式と位置付けて簡素化が図られている。
2023年の第78回大会からは、大会名称の国民体育大会冬季大会を国民スポーツ大会冬季大会へと変更することが決まっている。

## 主催
日本スポーツ協会（日体協）・文部科学省・開催地都道府県の三者共催で行われ、各競技会については中央競技団体（それぞれ日本スケート連盟、日本アイスホッケー連盟、全日本スキー連盟）・会場地市町村を含めて開催される。国体は日本のスポーツの大会としては唯一法律（スポーツ基本法第26条）に規定されており、日本政府の一つの政策としてスポーツ振興に貢献してきた。当初は日体協が単独開催する民営の形態だったが、その後文部省と開催地都道府県が主催者に加わり、徐々に行政色の濃い大会運営へと方向づけられるようになった。

### 開催地

#### 本大会開催地との関係
国体冬季大会の開催地都道府県（以下、開催地という）は秋季の国体本大会の開催地とは別に決定される。開催地において十分な施設や設備などの確保が困難な場合には開催地外の施設で競技を実施することができるが、冬季大会の開催は本大会の開催地外実施とは異なるもので、本大会の開催地が冬季大会を共催するわけではない。
あえて本大会の開催地が冬季大会を主催し、その年の全競技が単独の都道府県で実施される国体は「完全国体」と呼ばれる。完全国体は過去7度挙行されており、2001年以降では岩手県を開催地とする第71回大会（希望郷いわて国体、2016年）が完全国体である。

#### 分布とローテーション化

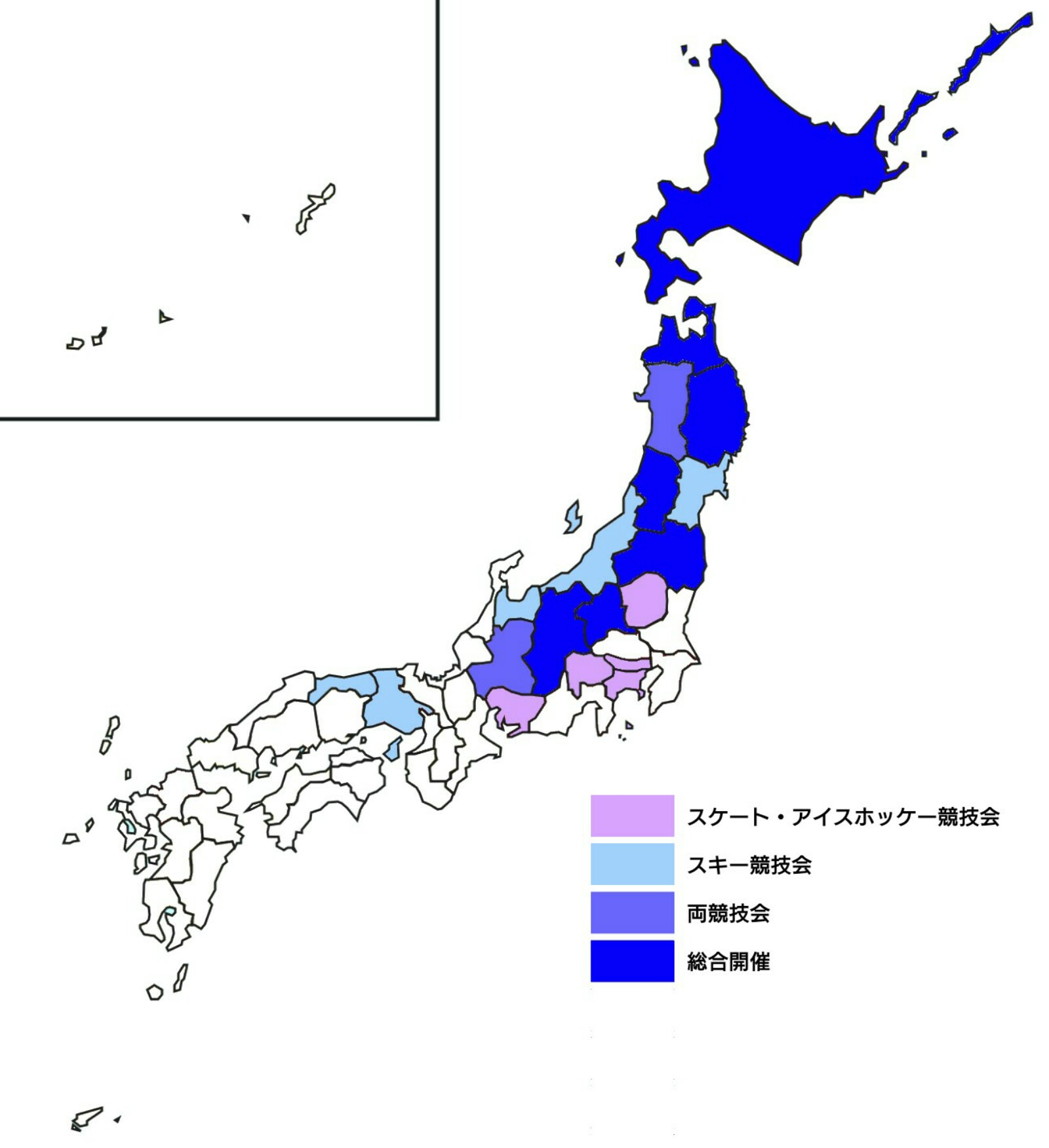
開催地都道府県の分布
同一大会で両競技会とも開催するのが「総合開催」

青森県で開催された第1回大会から2020年の第75回大会までに開催地となったのは19都道県である。氷上競技（スケート・アイスホッケー競技会）は屋内で実施されることが多いため都市部でも挙行され、第67回大会の愛知県がこれまでの冬季国体で最南の開催地となっている。雪上競技のスキー競技会は豪雪地帯での挙行がしやすく、過去には山陰でも行われたが、1993年（第48回大会）に鳥取県で開催されて以降は西日本での挙行はない。
冬季競技の特性上、開催地となりうる都道府県は限られ、とりわけ2000年代以降は開催地選定が難航し、特定の都道府県に開催が集中する状況も生じていた。開催地選定の円滑化を図るため、開催可能な都道府県を数ブロックに編成してのローテーション化について検討が進められているが、2018年の現段階では具体的な報告が為されるまでに至っていない。

## 実施競技

### 正式競技
国民の間に広く浸透していると認められる競技は「正式競技」として、都道府県対抗の総合表彰（天皇杯・皇后杯）における得点積算の対象となる。正式競技には3競技（実質的に以下の8競技）が採用されている。
| 競技                   | 競技                           | 競技 | 開始年 | 種別   | 備考                                                  |
| ---------------------- | ------------------------------ | ---- | ------ | ------ | ----------------------------------------------------- |
| スケート               | スピード（詳細）               |      | 1947   | 全種別 |                                                       |
| スケート               | ショートトラック（詳細）       |      | 2001   | 全種別 |                                                       |
| スケート               | フィギュア（詳細）             |      | 1947   | 全種別 | 第1回大会のみ兼全日本選手権。                         |
| アイスホッケー（詳細） | アイスホッケー（詳細）         |      | 1947   | 男子   | 第35回大会まではスケート競技の一種目。                |
| スキー                 | ジャイアントスラローム（詳細） |      | 1948   | 全種別 | 第5回大会までは兼全日本選手権。                       |
| スキー                 | スペシャルジャンプ（詳細）     |      | 1948   | 男子   | 第5回大会までは兼全日本選手権。                       |
| スキー                 | クロスカントリー（詳細）       |      | 1948   | 全種別 | 第5回大会までは兼全日本選手権。 女子は第7回大会より。 |
| スキー                 | コンバインド（詳細）           |      | 1948   | 男子   | 第5回大会までは兼全日本選手権。                       |

### 公開競技・デモンストレーションスポーツ
総合表彰の積算対象とはならないものの、競技の普及と国民へのスポーツ振興を図るために実施される競技が「公開競技」と「デモンストレーションスポーツ」である。公開競技としては、2008年に定められた実施基準の条件を満たすのが冬季競技にとって容易でなく、翌2009年の第64回大会でバイアスロン競技（詳細）が行われて以降の実施はない。より実施条件の満たしやすいデモンストレーションスポーツとしてでは2010年以降も、バイアスロンをはじめ、カーリングなどが行われている。

## 大会一覧
かつてはスケート・アイスホッケー競技会（第35回大会まではスケート競技会）とスキー競技会とを別の都道府県で開催する「分離開催」が多かった。しかし開催地選定が難航しスケート・アイスホッケー競技会をさらに分離する「競技別開催」となった2005年以降、開催形態は多様化している。
| 回          | 年次 | 開催地   | 愛称・テーマ                     | スケート | スケート | スケート | アイス ホッケー | スキー | 本大会 （秋季大会） |
| ----------- | ---- | -------- | -------------------------------- | -------- | -------- | -------- | --------------- | ------ | ------------------- |
| 回          | 年次 | 開催地   | 愛称・テーマ                     |          |          |          | アイス ホッケー | スキー | 本大会 （秋季大会） |
| 60 （詳細） | 2005 | 山梨県   | やまなし・ゆめふじ国体           | ◎        | ◎        | ◎        |                 |        |                     |
| 60 （詳細） | 2005 | 東京都   | アイスホッケー国体 in TOKYO      |          |          |          | ◎               |        |                     |
| 60 （詳細） | 2005 | 岩手県   | 岩手りんどう国体                 |          |          |          |                 | ◎      |                     |
| 61 （詳細） | 2006 | 北海道   | 氷都とまこまい国体               | ◎        | ◎        | ◎        | ◎               |        |                     |
| 61 （詳細） | 2006 | 群馬県   | 尾瀬国体                         |          |          |          |                 | ◎      |                     |
| 62 （詳細） | 2007 | 群馬県   | ファイト!群馬国体                | ◎        | ◎        | ◎        | ◎               |        |                     |
| 62 （詳細） | 2007 | 秋田県   | 秋田わか杉国体                   |          |          |          |                 | ◎      | ◎                   |
| 63 （詳細） | 2008 | 長野県   | 長野かがやき国体                 | ◎        | ◎        | ◎        | ◎               | ◎      |                     |
| 64 （詳細） | 2009 | 青森県   | みちのく八戸国体                 | ◎        | ◎        | ◎        | ◎               |        |                     |
| 64 （詳細） | 2009 | 新潟県   | トキめき新潟国体                 |          |          |          |                 | ◎      | ◎                   |
| 65 （詳細） | 2010 | 北海道   | くしろサッポロ氷雪国体           | ◎        | ◎        | ◎        | ◎               | ◎      |                     |
| 66 （詳細） | 2011 | 青森県   | 結集!はちのへ国体                | ◎        | ◎        | ◎        | ◎               |        |                     |
| 66 （詳細） | 2011 | 秋田県   | あきた鹿角国体2011               |          |          |          |                 | ◎      |                     |
| 67 （詳細） | 2012 | 岐阜県   | ぎふ清流国体                     | ○        |          |          |                 | ◎      | ◎                   |
| 67 （詳細） | 2012 | 愛知県   | ゆめリンク愛知国体               |          | ○        | ○        | ◎               |        |                     |
| 68 （詳細） | 2013 | 東京都   | スポーツ祭東京2013               | ◎        | ◎        | ◎        | ◎               |        | ◎                   |
| 68 （詳細） | 2013 | 秋田県   | あきた鹿角国体2013               |          |          |          |                 | ◎      |                     |
| 69 （詳細） | 2014 | 栃木県   | ひかりの郷日光国体               | ◎        | ◎        | ◎        | ◎               |        |                     |
| 69 （詳細） | 2014 | 山形県   | やまがた樹氷国体                 |          |          |          |                 | ◎      |                     |
| 70 （詳細） | 2015 | 群馬県   | 2015ぐんま冬国体                 | ◎        | ◎        | ◎        | ◎               | ◎      |                     |
| 71 （詳細） | 2016 | 岩手県   | 希望郷いわて国体                 | ◎        | ◎        | ◎        | ◎               | ◎      | ◎ 完全国体          |
| 72 （詳細） | 2017 | 長野県   | ながの銀嶺国体                   | ◎        | ◎        | ◎        | ◎               | ◎      |                     |
| 73 （詳細） | 2018 | 山梨県   | 富士の国やまなし国体             | ◎        | ◎        | ◎        |                 |        |                     |
| 73 （詳細） | 2018 | 神奈川県 | 氷闘!かながわ・よこはま冬国体    |          |          |          | ◎               |        |                     |
| 73 （詳細） | 2018 | 新潟県   | にいがた妙高はね馬国体           |          |          |          |                 | ◎      |                     |
| 74 （詳細） | 2019 | 北海道   | イランカラㇷ゚テくしろさっぽろ国体 | ◎        | ◎        | ◎        | ◎               | ◎      |                     |
| 75 （詳細） | 2020 | 青森県   | 氷都新時代!八戸国体              | ◎        | ◎        | ◎        | ◎               |        |                     |
| 75 （詳細） | 2020 | 富山県   | とやま・なんと国体2020           |          |          |          |                 | ◎      |                     |
| 76 （詳細） | 2021 | 岐阜県   | ぎふクリスタル国体2021           | ○        |          |          |                 |        |                     |
| 76 （詳細） | 2021 | 愛知県   | 夢!きらリンク愛知国体            |          | ○        | ○        | ◎               |        |                     |
| 76 （詳細） | 2021 | 秋田県   | 美の国あきた鹿角国体             |          |          |          |                 | ◎      |                     |
| 77 （詳細） | 2022 | 栃木県   | いちご一会とちぎ国体             | ◎        | ◎        | ◎        | ◎               |        | ◎                   |
| 77 （詳細） | 2022 | 秋田県   | 美の国あきた鹿角国体2022         |          |          |          |                 | ◎      |                     |
| 特 （詳細） | 2023 | 青森県   | 未来へつなぐ八戸国体             | ◎        | ◎        | ◎        | ◎               |        |                     |
| 特 （詳細） | 2023 | 岩手県   | いわて八幡平白銀国体             |          |          |          |                 | ◎      |                     |
| 78 （詳細） | 2024 | 北海道   | 新たな光へ!とまこまい国スポ2024  | ◎        | ◎        | ◎        | ◎               |        |                     |
| 78 （詳細） | 2024 | 山形県   | やまがた雪未来国スポ             |          |          |          |                 | ◎      |                     |
| 79 （詳細） | 2025 | 岡山県   | 晴れて輝け!おかやま国スポ        |          | ○        | ○        |                 |        |                     |
| 79 （詳細） | 2025 | 群馬県   | 伊香保国スポ2025                 | ○        |          |          |                 |        |                     |
| 79 （詳細） | 2025 | 秋田県   | あきた鹿角国スポ2025             |          |          |          |                 | ◎      |                     |
| 80 （詳細） | 2026 | 青森県   | 青の煌めきあおもり国スポ         | ◎        | ◎        | ◎        | ◎               | ◎      | ◎                   |
| 81 （詳細） | 2027 | 山梨県   |                                  | ◎        | ◎        | ◎        | ◎               |        |                     |
| 81 （詳細） | 2027 | 岩手県   |                                  |          |          |          |                 | ◎      |                     |
| 82 （詳細） | 2028 | 長野県   | 信州やまなみ国スポ               | ◎        | ◎        | ◎        | ◎               | ◎      | ◎                   |